# Hieronymus Haberstroh
Hieronymus Haberstroh SVD (ur. 26 września 1893 w Mariazell, zm. 13 sierpnia 1969) – niemiecki duchowny rzymskokatolicki, werbista, misjonarz, prefekt apostolski Xiningu.

## Biografia
Wstąpił do Zgromadzenia Słowa Bożego, gdzie w 1919 złożył pierwsze śluby, a w 1922 śluby wieczyste. 28 stycznia 1923 otrzymał święcenia prezbiteriatu i został kapłanem swojego zgromadzenia. Był misjonarzem w Chinach.
12 listopada 1937 papież Pius XI mianował go prefektem apostolskim Xiningu, pierwszym ordynariuszem utworzonej w tym samym roku prefektury apostolskiej Xiningu. Początek jego pracy na tym stanowisku przypadł na okres wojny chińsko-japońskiej. Mimo iż okupacja japońska nie dosięgła prowincji Qinghai, którą obejmowała prefektura, braki spowodowane wojną ograniczyły prace misyjną na większości terytorium prowincji. Misjonarze mogli jednak swobodnie się poruszać, dzięki wdzięczności gubernatora Qinghai, któremu o. Haberstroh naprawił fisharmonię, za co zwrócono katolikom skonfiskowane wcześniej stację misyjną, domy i kaplice. Prócz zadań duszpasterskich podlegli o. Haberstrohowi misjonarze prowadzili badania etnograficzne.
Prefektura apostolska Xining w chwili objęcia jej przez o. Haberstroha w 1937 liczyła 2907 wiernych, 522 katechumenów, 7 księży i 8 sióstr zakonnych. Według ostatnich danych z 1950 prefektura liczyła już 4144 wiernych (0,4% społeczeństwa), 1190 katechumenów, 11 księży, 4 braci i 20 sióstr zakonnych (4 braci i 9 sióstr pochodziło z miejscowej ludności).
Po zwycięstwie komunistów w chińskiej wojnie domowej w 1949, o. Haberstroh jeszcze przez kilka lat pracował na stanowisku. Został wydalony z Chin w 1953. Do końca życia zachował urząd prefekta apostolskiego Xiningu, nie mając jednak realnej władzy w prefekturze.